# Munke
Munke o Möngke Khan (in tartaro: Мунке pron.Munke) (11 gennaio 1209 – Chongqing, 11 agosto 1259) è stato un condottiero mongolo.
Figlio di Tolui e Sorgaqtani Beki, fu il quarto Gran Khan dell'Impero Mongolo.

## Biografia
Nipote di Gengis Khan, fratello di Hulagu e di Khubilai Khan, si fece notare come generale nelle scorrerie in Europa tra il 1236 ed il 1241 partecipando nell'incursione in Ungheria e nella caduta di Kiev; lasciò la battaglia per accorrere alla successione di Güyük, che in quel momento vedeva avvantaggiato Batu.
Dopo la sua elezione ufficiale a Gran Khan, Mongke si dedicò più all'espansione ad est piuttosto che alle incursioni in Europa, andando a cercare gloria in Cina.
Mongke è anche il Khan che Guglielmo di Rubruck incontrò durante il suo viaggio nell'impero mongolo. Il frate latinizza il suo nome in Mangu e ha con lui un colloquio su questioni religiose (questi gli espone la sua fede tengrista) e politiche su un'eventuale amicizia con il re di Francia Luigi IX, e inoltre gli permette di tornare a Karakorum non appena avrà consegnato una lettera al suo re, cosa che però non avverrà per motivi a noi ignoti.
Morì l'11 agosto 1259 durante l'assedio dell'odierna Chongqing (Cina), colpito da un proiettile sparato dall'artiglieria cinese. Gli succedette il fratello minore Kublai.